# Семово (Вологодская область)
Семово — деревня в Чагодощенском районе Вологодской области.
Входит в состав Избоищского сельского поселения, с точки зрения административно-территориального деления — в Избоищский сельсовет.
Расположена на правом берегу реки Кобожа. Расстояние по автодороге до районного центра Чагоды — 24,5 км, до центра муниципального образования деревни Избоищи — 0,5 км. Ближайшие населённые пункты — Избоищи, Трухино, Шолохово.
По переписи 2002 года население — 41 человек (20 мужчин, 21 женщина). Всё население — русские.